# 信濃橋出入口
北緯34度40分54.98秒 東経135度29分52.84秒 / 北緯34.6819389度 東経135.4980111度座標: 北緯34度40分54.98秒 東経135度29分52.84秒 / 北緯34.6819389度 東経135.4980111度

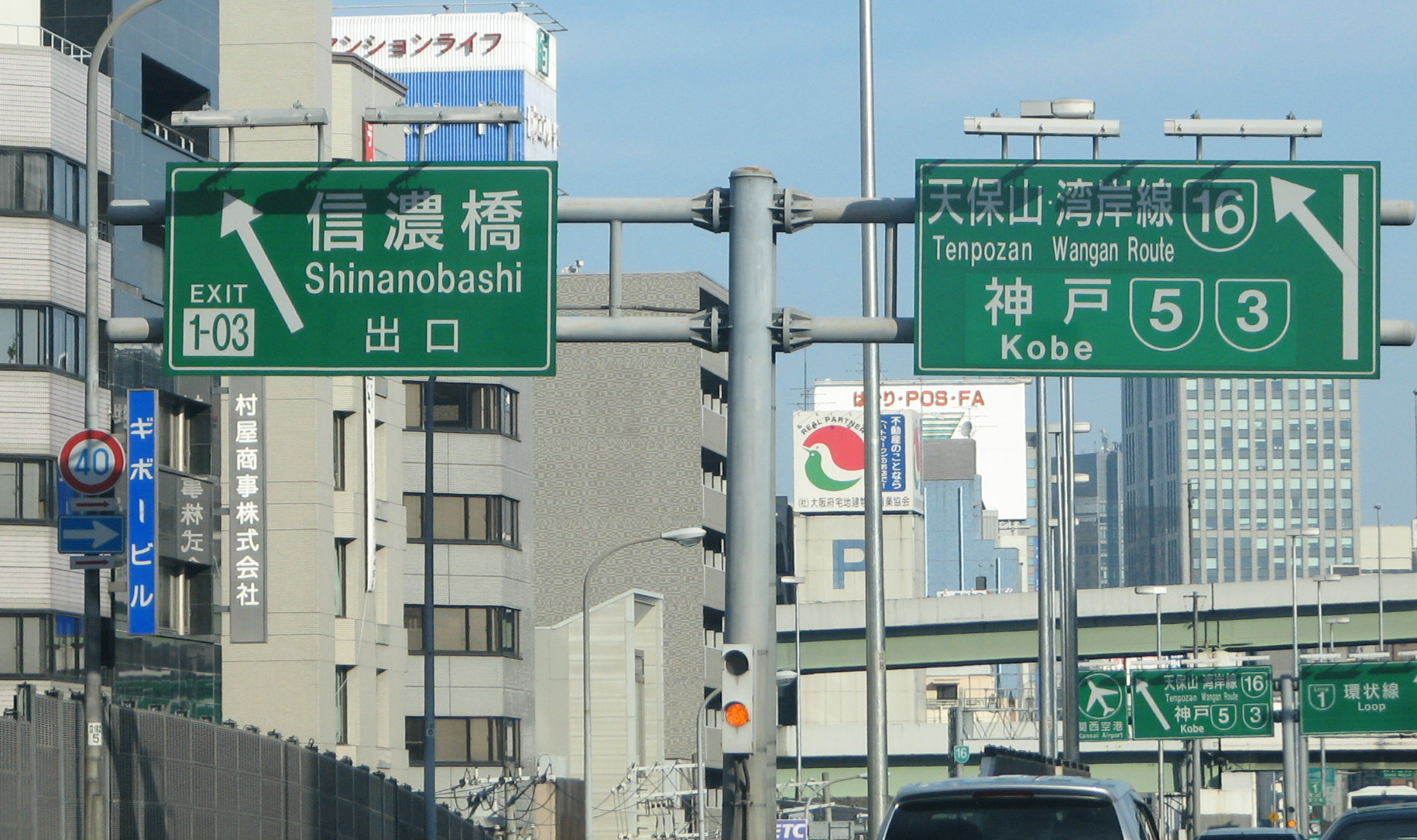
信濃橋出口の案内板

信濃橋出入口（しなのばしでいりぐち）は、大阪府大阪市西区と中央区の境界にある、阪神高速道路1号環状線の出入口。
信濃橋出入口という名称だが、西横堀川（埋立。現・1号環状線北行き）に架かっていた信濃橋跡（本町通）のひとつ下流側の橋であった江達橋跡（中央大通東行き）およびふたつ下流側の橋であった篠橋跡（中央大通西行き）のそれぞれ西詰付近に設置された出入口である。
当出路の設置によって、篠橋跡のひとつ下流側の橋であった新渡辺橋跡を通る大阪市道新渡辺橋線の車道が寸断されてしまった（歩行者は通行可能）。
西船場JCT改築事業のため、2017年（平成29年）2月1日から入口が長期間閉鎖されていたが、2020年（令和2年）1月29日午前4時に閉鎖が解除されている。

## 道路
- 阪神高速1号環状線 (1-03)

## 連絡する道路
- 中央大通
  - 信濃橋出口は中央大通西行きにのみ接続。
  - 信濃橋入口は中央大通東行きからのみ接続。

なお、中央大通を介して以下の道路とも接続可能。
- 四つ橋筋

付近に、本町通（国道172号）と御堂筋（国道25号）もあるが、あまり接続はよくない。

## 周辺
- 御堂筋線、中央線、四つ橋線 本町駅
- 阪神高速道路（旧阪神高速道路公団）本社
- 坐摩神社
- 東本願寺難波別院（南御堂）
- 丸紅本社
- りそな銀行本店
- 船場センタービル

## 隣
阪神高速1号環状線
(1-02) 四ツ橋入口 - (1-03) 信濃橋出口 - 西船場JCT - (1-03) 信濃橋入口 - (1-04) 土佐堀出口